# Обретино
Обретино — деревня в Лесном муниципальном округе Тверской области России. До 2019 года входила в состав ныне упразднённого Лесного сельского поселения.

## География
Деревня находится в северной части Тверской области, в подзоне южной тайги, на юго-западном берегу озера Обретинского, на расстоянии примерно 8 километров (по прямой) к юго-западу от села Лесного, административного центра округа. Абсолютная высота — 167 метров над уровнем моря.

### Климат
Климат характеризуется как умеренно континентальный. Среднегодовая температура воздуха — 3,3 °C. Средняя температура воздуха самого холодного месяца (января) — −8,8 °C (абсолютный минимум — −48 °C), средняя температура самого тёплого (июля) — 17 °С (абсолютный максимум — 35 °С). Безморозный период длится около 128 дней. Годовое количество атмосферных осадков составляет 626 мм, из которых большая часть выпадает в тёплый период. Снежный покров держится около 147 дней. В течение года преобладают ветры юго-западного и западного направлений.

### Часовой пояс
Деревня Обретино, как и вся Тверская область, находится в часовой зоне МСК (московское время). Смещение применяемого времени относительно UTC составляет +3:00.

## Население
| 2010 |
| ---- |
| 1    |

### Национальный состав
Согласно результатам переписи 2002 года, в национальной структуре населения русские составляли 100 % из 3 чел.